# Георгі Марков (важкоатлет)
Георгі Марков (12 березня 1978) — болгарський важкоатлет.
Срібний призер Олімпійських Ігор 2000 року в категорії до 69 кг.
Чемпіон світу 2002 року в категорії до 77 кг.
Чемпіон Європи 2002 (до 77 кг), 2003 (до 77 кг) років, срібний призер 1999 (до 77 кг), 2000 (до 69 кг) років, бронзовий призер 2006 (до 77 кг), 2008 (до 85 кг) років.